# Коронавак
CoronaVac — вакцина проти COVID-19, що виробляється китайською компанією «Sinovac Biotech». «CoronaVac» створено за традиційною технологією розробки інактивованих вірусних вакцин, подібно до BBIBP-CorV та BBV152, інших інактивованих вірусних вакцини проти COVID-19.
Починаючи з середини 2020 року, «CoronaVac» розпочала проходити клінічне дослідження III фази, у кінці 2020 року тривало клінічне дослідження вакцини в Бразилії, Чилі, Індонезії та Туреччині.

## Клінічні дослідження

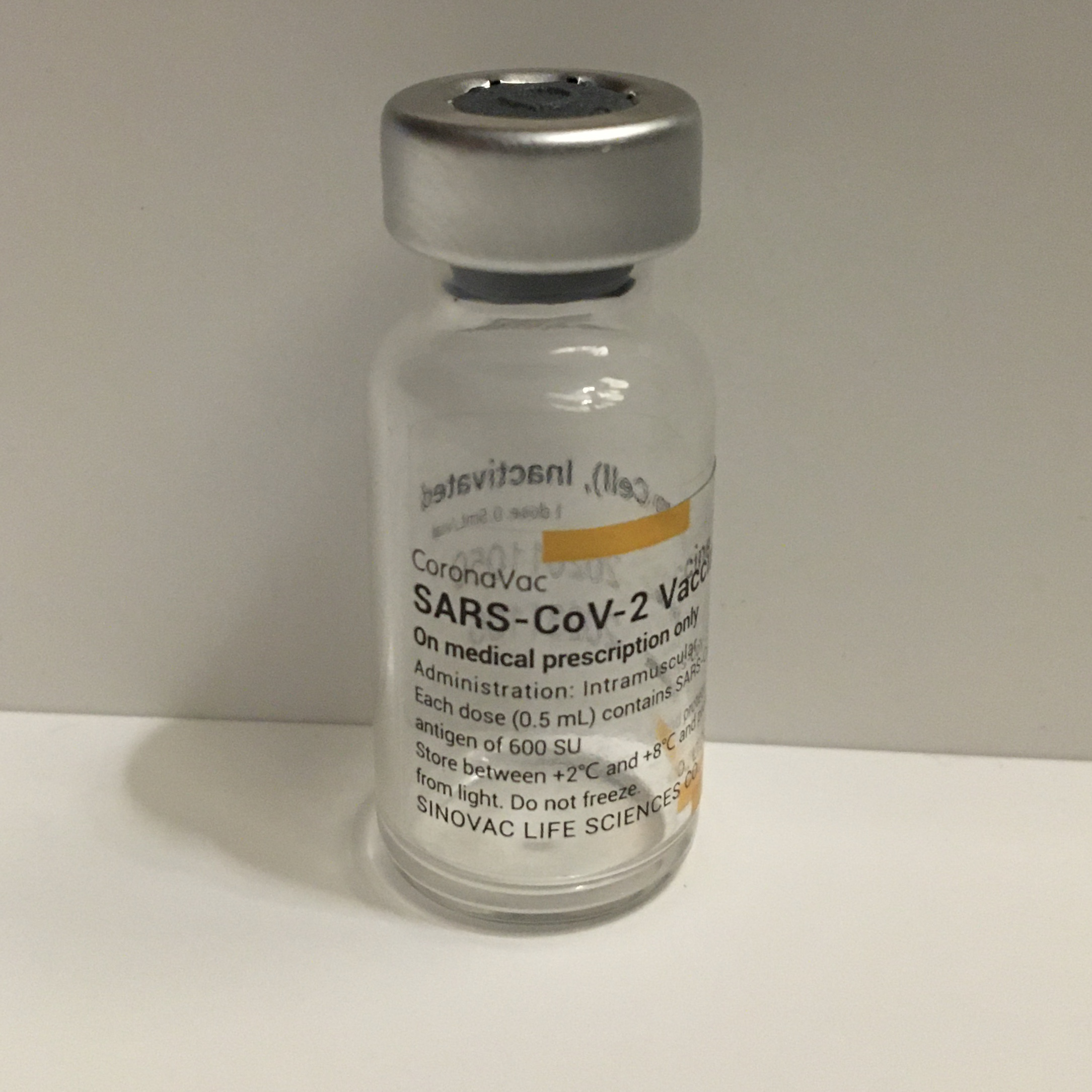
Порожня пляшка CoronaVac

### Фаза I—II
У клінічному дослідженні II фази, завершеному в липні 2020 року та опублікованому в журналі «The Lancet», CoronaVac забезпечив сероконверсію нейтралізуючих антитіл у 109 (92 %) з 118 учасників у групі з введенням дози 3 мкг вакцини, 117 (98 %) із 119 у групі з введенням дози 6 мкг у порівнянні графіків днів 0 і 14; тоді як на 28 день у порівнянні графіків днів 0 та 28 сероконверсію спостерігали у 114 (97 %) із 117 у групі з введенням дози 3 мкг та 118 (100 %) із 118 у групі з введенням дози 6 мкг.
У травні розпочались клінічні дослідження «CoronaVac» I—II фази в Китаї на дорослих старше 60 років, а у вересні розпочались клінічні дослідження «CoronaVac» I—II фази в Китаї на дітях у віці 3–17 років.
За даними Дімаса Коваса, директора Інституту Бутантан, який проводив дослідження III фази в Бразилії, «CoronaVac» не слід заморожувати. «CoronaVac» та сировину для створення нових доз можна транспортувати та охолоджувати при температурі 2–8 °C, такій же температурі, при якій зберігаються вакцини проти грипу. «Coronavac» може залишатися стабільним при зберіганні протягом трьох років, що може забезпечити певну перевагу при розподілі вакцин у регіонах, де не розвинута технологія холодового ланцюга.

### Фаза III

#### Латинська Америка
Наприкінці липня 2020 року компанія «Sinovac Biotech» розпочала проведення III фази клінічного дослідження вакцини для оцінки її ефективності та безпеки на 9 тисячах добровольцях-медиках у шести штатах Бразилії у співпраці з Інститутом Бутантан. 19 жовтня губернатор штату Сан-Паулу Жоао Дорія заявив, що перші результати клінічного дослідження, проведеного в Бразилії, довели, що серед вакцин, що тестуються в країні, «CoronaVac» є найбезпечнішим, найкращим, та має найбільш перспективні показники імунізації. 23 жовтня уряд Сан-Паулу оголосив про створення 6 нових центрів для тестування «CoronaVac» на добровольцях. Унаслідок цього загальна кількість центрів, де проводяться клінічні дослідження вакцини в країні, зросла до 22.
10 листопада Бразилія ненадовго призупинила проведення III фази досліджень після самогубства добровольця, та відновила його 11 листопада. 13 грудня директор Інституту Бутантан Дімас Ковас повідомив, що кількість підтверджених випадків коронавірусної хвороби протягом III фази клінічних досліджень зросла до 170, що було вище 151 випадків, необхідних для первинного аналізу, і що до 23 грудня будуть оголошені результати дослідження. Інститут Бутантан повідомив, що вакцина в Бразилії виявила ефект від 50 % до 90 %, але на прохання «Sinovac Biotech» інститут вирішив не надавати повних результатів дослідження, що викликало питання щодо прозорості дослідження, адже це була вже третя затримка з оприлюдненням результатів цього дослідження.
Директор Інституту Бутантан Дімас Ковас заявив, що у жодного добровольця, щепленого в активній групі, не розвинувся тяжкий випадок коронавірусної хвороби, що надає оптимізму щодо його ефективності у боротьбі з пандемією хвороби. Крістіна Боноріно, імунолог, яка є членом наукового комітету Бразильського імунологічного товариства, сказала, що відсутність важких випадків є позитивним явищем і корисною для боротьби з пандемією, але це «шкодить іміджу вакцини». За її словами, більша проблема полягає в тому, що «вони [дослідники] не повинні були показувати щось, про що зрештою вони не повідомили».
Також на початку серпня в Чилі було розпочато клінічне дослідження III фази, яке проводив Папський католицький університет Чилі, до якого, за очікуваннями, мали залучити 3 тисячі добровольців у віці від 18 до 65 років.

#### Європа та Азія

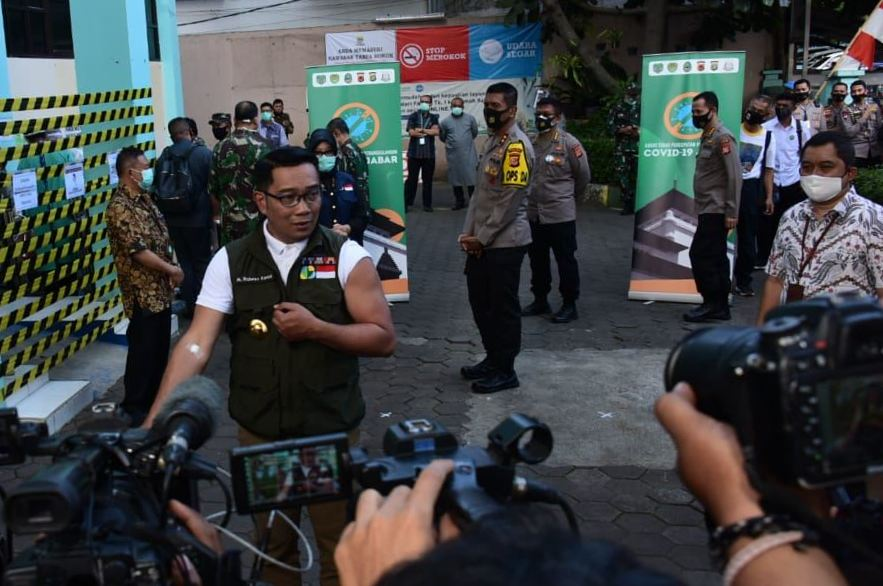
Губернатор Західної Яви Рідван Каміль бере участь у 3 фазі клінічного дослідження вакцини «Sinovac» проти COVID-19 в Індонезії.

14 вересня у Туреччині розпочалась III фаза клінічного дослідження вакцини із дводозовим 14-денним інтервалом за участю 13 тисяч добровольців. Процес спостереження ефективності «CoronaVac» тривав у 25 центрах 12 міст країни. 24 грудня на підставі спостереження за 7371 добровольцями організаторами дослідження повідомлено, що ефективність вакцини на час завершення дослідження становить 91,25 %. Ці результати отримані на основі проміжного аналізу 26 з 29 осіб, які отримували плацебо та захворіли на COVID-19 під час дослідження, причому дослідження тривало до того часу, поки не захворіло 40 осіб. Міністр охорони здоров'я Туреччини Фахреттін Коджа заявив, що ці результати були першими результатами клінічних досліджень, які офіційно оголошені для вакцини «CoronaVac».
У серпні 2020 року компанія «Sinovac Biotech» оголосив про початок клінічного дослідження вакцини в Бангладеш за участю 4200 добровольців, які зупинилися після того, як «Sinovac» звернувся до уряду країни з проханням про його співфінансування. Міністр охорони здоров'я Бангладеш заявив, що країна отримає доступ до «CoronaVac», навіть якщо клінічне дослідження не буде завершене.
У серпні компанія «Sinovac» розпочала III фазу клінічного дослідження в Індонезії разом із компанією «Bio Farma» у Бандунгу, в якому взяли участь 1620 добровольців. У листопаді медична школа Університету Паджаджарана представила оновлене повідомлення про те, що дослідження перебігали без ускладнень, і що під час них найважчим ускладненням було незначне підвищення температури тіла, яке зникло протягом двох днів. 21 листопада компанія «Bio Farma» повідомила про плани подати проміжні результати III фази клінічних досліджень вакцини «CoronaVac» до Індонезійського агентства з контролю за харчовими продуктами та ліками в січні 2021 року.
У жовтні Саудівська Аравія підписала угоду з «Sinovac» про закупівлю «CoronaVac» для 7 тисяч медичних працівників після проведення III фази клінічних досліджень серед військовослужбовців Національної гвардії Саудівської Аравії.

## Подальші дослідження ефективності
У квітні 2021 року повідомлялося, що одне щеплення вакцини «CoronaVac» на 50 % ефективне проти симптоматичного перебігу COVID-19 у медичних працівників міста Манаус у Бразилії. При цьому 75 % захворювань у місті були спричинені гамма-варіантом вірусу SARS-CoV-2, а у дослідженні брали участь 67 718 медробітників.
Того ж місяця було опубліковане чилійське дослідження, яке показало, що вакцина «CoronaVac» на 67 % ефективна проти симптоматичного перебігу COVID-19, на 80 % ефективна проти смерті від COVID-19 та на 85 % ефективна проти шпиталізації під час хвороби. Це дослідження базувалося на даних по 10,5 млн осіб.

## Виробництво
Для виробництва вакцини «CoronaVac» побудовано виробничий цех площею 20 тисяч квадратних метрів у Пекіні, на яких планується з часом виробляти 300 мільйонів доз вакцини на рік. У грудні компанія «Sinovac Biotech» заявила, що має на меті завершити будівництво другого виробничого цеху до кінця 2020 року, щоб збільшити виробничі потужності для виробництва «CoronaVac» до 600 мільйонів доз.
Індонезійська компанія «Bio Farma» повідомила, що у випадку успішного завершення III фази клінічних досліджень вакцини в Індонезії компанія планує збільшити виробництво вакцини в країні до 250 мільйонів доз на рік.
9 листопада у бразильському місті Сан-Паулу розпочалось будівництво цеху для виробництва 100 мільйонів доз вакцини на рік. 10 грудня губернатор штату Сан-Паулу Жоао Дорія заявив, що Інститут Бутантан має за мету випускати 1 мільйон доз вакцини на день на своїй виробничій лінії для кампанії вакцинації проти COVID-19, що має розпочатися 25 січня. Дорія заявив, що 11 бразильських штатів контактували з Інститутом Бутантан у пошуку вакцини «CoronaVac» для населення своїх штатів. Кілька країн, зокрема Гондурас, Парагвай, Перу та Уругвай, також виявили зацікавленість у придбанні вакцини «CoronaVac» у Бразилії, одночасно Інститут Бутантан вів переговори з Аргентиною щодо постачання вакцини.
У січні повідомлено, що компанія «Лекхім» буде виробляти цю вакцину в Харкові з 2022 року.

## Продаж та маркетинг

### Бразилія
23 вересня губернатор штату Сан-Паулу Жуан Дорія заявив, що штат Сан-Паулу уклав угоду з компанією «Sinovac Biotech» на постачання 60 мільйонів доз, які мають бути доставлені до кінця лютого, за словами губернатора, цієї кількості вакцини достатньо для вакцинації всього населення штату. Дорія підписав контракт із «Sinovac» на 90 мільйонів доларів для закупівлі початкових 46 мільйонів доз потенційної вакцини та заявив, що штат має усну угоду щодо постачання решти 14 мільйонів доз. 21 жовтня президент Бразилії Жаїр Болсонару заявив, що його уряд не купуватиме «CoronaVac» через його китайське походження, що суперечить словам міністр охорони здоров'я Едуардо Пазуелло, який напередодні сказав, що «CoronaVac» буде додана до програми імунізації. 23 жовтня основний регуляторний орган Бразилії ANVISA дозволив Інституту Бутантан імпортувати 6 мільйонів доз «CoronaVac». Жоао Дорія заявив, що представник агентства сказав йому, що не буде піддаватися політичному тиску у зв'язку зі схваленням потенційних вакцин проти COVID-19. 16 грудня губернатор штату Піауї Веллінгтон Діас заявив, що міністр охорони здоров'я Едуардо Пазуелло повідомив його, що федеральний уряд придбає 46 мільйонів доз CoronaVac.
Повідомлено, що вартість «CoronaVac» складе 10,3 доларів США (близько 59 бразильських реалів). 19 листопада делегація політиків та науковців отримала перші 120 тисяч доз «CoronaVac» в міжнародному аеропорту Сан-Паулу, ще 46 мільйонів доз повинні прибути до січня 2021 року. На кінець грудня Бразилія отримала 10 мільйонів доз CoronaVac, хоча існувала невизначеність щодо регуляторного статусу вакцини.

### Болівія
У січні у Болівії дозволено використання «CoronaVac» та російської вакцини «Спутник V». Країна вже закупила 5,2 мільйона доз «Sputnik V» і близько 2 мільйонів доз AZD1222, вакцини спільного виробництва «AstraZeneca» та Оксфордського університету. Інститут Бутантан, який брав участь у розробці «CoronaVac», розпочав переговори з південноамериканськими країнами щодо продажу вакцини, яка буде вироблятися в Сан-Паулу. Дозвіл на закупку цієї вакцини мають надати уряди країн-замовників.

### Чилі
У жовтні міністр охорони здоров'я Чилі Енріке Паріс підписав угоду з «Sinovac Biotech» про закупівлю 20 мільйонів доз «CoronaVac». Використання вакцини вимагало схвалення кваліфікованої установи, наприклад, Інституту громадського здоров'я Чилі чи ANVISA в Бразилії. Чилійський уряд висловив сподівання, що ANVISA незабаром схвалить «CoronaVac», щоб її можна було застосовувати в Чилі.

### Китай
Наприкінці серпня «CoronaVac» схвалена у рамах невідкладної реєстрації для застосування в Китаї в рамках програми для вакцинації груп високого ризику, зокрема медичних працівників. У жовтні в місті Цзясін у провінції Чжецзян розпочався продаж «CoronaVac» працівникам життєво необхідних галузей економіки та особам із груп ризику за 200 юанів (29,75 доларів США) за дозу, застосування вакцини буде проводитись у режимі прийому двох доз.

#### Гонконг
У грудні Гонконг замовив 7,5 мільйона доз вакцини CoronaVac для профілактики COVID-19. Перша партія з 1 мільйона доз CoronaVac має надійти в січні 2021 року.

### Індонезія
Міністр закордонних справ Індонезії Ретно Марсуді заявив, що з листопада 2020 року по березень 2021 року було підписано угоду з «Sinovac Biotech» на постачання 50 мільйонів доз вакцини з листопада 2020 року до березня 2021 року, яка згодом була оновлена до 140 мільйонів доз. Вакцина «CoronaVac» на момент завезення до країни в країну мала коштувати близько 200 тисяч рупій (13,57 доларів США) за дозу. 6 грудня Індонезія отримала 1,2 мільйона доз «CoronaVac» і очікувала, що отримає матеріалів для виробництва ще 15 мільйонів доз у грудні та 30 мільйонів доз у січні 2021 року. До 31 грудня 2020 року Індонезія отримала 3 мільйони доз і планувала розпочати вакцинацію 1,3 мільйона медичних працівників на другий і третій тиждень січня 2021 року.

### Філіппіни
У листопаді 2020 року філіппінський посадовець, відповідальний за закупівлю вакцин, Карліто Гальвес оголосив, що Філіппіни планують придбати до 50 мільйонів доз «CoronaVac».

### Сінгапур
Сінгапур підписав попередні угоди про закупівлю CoronaVac разом із мРНК-вакцинами Pfizer–BioNTech (Comirnaty) та Moderna (MRNA-1273).

### Таїланд
У січні 2021 року міністерство охорони здоров'я Таїланду повідомило, що, якщо вакцина пройде всі необхідні клінічні дослідження, країна отримає 2 мільйони доз «CoronaVac», яка надійде трьома партіями по 200 тисяч доз у лютому, 800 тисяч у березні та ще 1 мільйон доз у квітні 2021 року.

### Туреччина
У листопаді 2020 року міністр охорони здоров'я Туреччини Фахреттін Коджа повідомив, що країна підписала контракт на покупку 50 мільйонів доз «CoronaVac» з постачанням вакцини в грудні 2020 року, та січні й лютому 2021 року. Перші 3 мільйони доз «CoronaVac» прибули в аеропорт Анкари Есенбога в 17 контейнерах 30 грудня 2020 року. 14 січня 2021 року президент Тайїп Ердоган прилюдно був вакцинований CoronaVac.

### Україна
У грудні 2020 року Україна підписала контракт на закупівлю 1,8 млн доз «CoronaVac», яка, за словами прем'єр-міністра країни Дениса Шмигаля, може надійти в лютому 2021 року. Одна доза «CoronaVac» за прогнозами має коштувати 504 грн.
10 березня 2021 року використання вакцини було дозволено МОЗ України, 25 березня першу партію вакцини з 200 тис. доз було доставлено в Україну.

## Суперечливі події

### Прозорість
У грудні 2020 року Національне агентство нагляду за охороною здоров'я Бразилії (ANVISA) заявило, що дозвіл на екстрене використання ще не є повністю оформленим у Китаї. Агентство заявило, що немає інформації щодо критеріїв, які використовували китайські органи влади під час отримання вакциною «CoronaVac» дозволу на екстрене використання в Китаї в червні 2020 року.
23 грудня 2020 року дослідники з Інституту Бутантан, у якому проводились клінічні дослідження вакцини в Бразилії, заявили, що вакцина була більш ніж на 50 % ефективною, але затримали повні результати на прохання компанії «Sinovac Biotech», знову піднявши питання про прозорість, оскільки це була третя затримка у виведенні результатів випробувань. Хоча пізніше розкриття інформації про перебіг дослідження дало чітке уявлення про ефективність вакцини, відсутність своєчасних та чітких відомостей сприяло відсутності довіри до результатів.

### Відсутність інформації
Коли представники штату Сан-Паулу оголосили рівень ефективності вакцини, вони відмовились надавати більш детальну інформацію про клінічне дослідження, зокрема інформацію про віковий склад учасників та побічні ефекти вакцини. Посадовці також не вказали, коли буде опублікований повний звіт про результати досліджень. У ході дослідження було зафіксовано 160 учасників, інфікованих коронавірусом у групі плацебо, та майже 60 учасників серед тих, хто отримав вакцину. Інститут Бутантан відмовився пояснити, як розраховувався коефіцієнт ефективності.